# 徳永徹
徳永 徹（とくなが とおる、1927年9月15日 -2018年9月3日）は、日本の医学者、福岡女学院名誉院長。

## 生涯
出生から修学期
1927年、東京で生まれた。父の転勤に伴い、浦和、鎌倉、横浜、長崎と移り、県立長崎中学に入学。卒業後は第五高等学校に進んだ。1年次に太平洋戦争が終結し、原爆で廃墟となった長崎へ戻った。
九州大学医学部で学び、1952年に卒業。同大学大学院に進学し、1959年に博士課程を修了し、学位論文『ニトロフラン、ピロン、オメガ環状脂肪酸及びベンゾチアゾールなどの誘導体の抗菌作用に関する研究』を提出して医学博士号を取得。
国立予防衛生研究所時代
国立予防衛生研究所（現感染症研究所）に勤務し、研究と診療にあたった。結核部長、細胞免疫部長、エイズセンター長、同研究所長を務め、定年退官。
国立予防衛生研究所退任後
その後は福岡女学院院長、同理事長を務め、退任後は福岡女学院名誉院長。また、福岡女学院看護大学学長もつとめた。

## 受賞・栄典
- 1997年：勲二等瑞宝章を受章[6]。叙正四位[7]。
- 2011年度：高松宮妃癌研究基金学術賞を受賞[8]。

## 家族・親族
- 祖父：徳永規矩は伝道者[9]。
- 弟：徳永恂は哲学者。

## 研究内容・業績
癌の免疫療法に用いるBCG菌の効果がBCG活性化マクロファージによることを報告。BCGから副作用の少ない水溶性有効成分の抽出を企図し、抽出・精製してMY-1と名付けた核酸画分を発見。MY-1中のBCG菌体DNAがインターフェロンの産生を誘導し、ナチュラル・キラー細胞やマクロファージを活性化し、強い抗腫瘍活性を示すことを発見。これは、DNAの免疫増強効果を世界で初めて発見したものである。この活性が脊椎動物や植物由来のDNAには認められないことを見出し、さらに多数の単鎖DNAを合成して、その活性中心がCGを中心とする6塩基配列であることを突き止め、これをCGモチーフと命名した。

## 著作
著書
- 『マクロファージ』講談社 1986
- 『喜びを力に』梓書院 2005
- 『凛として花一輪 福岡女学院ものがたり』梓書院 2012
- 『逆境の恩寵 祈りに生きた家族の物語』新教出版社 2015[14]
- 『少年たちの戦争』岩波書店 2015
- 『曲がりくねった一本道』作品社 2016
- 『原子雲のかなた：新しい出会いとつながり』西日本新聞社 2018[15]

共編著
- 『がんと生体防御』編 東京大学出版会 1994
- 『マクロファージ実験マニュアル』吉田彪・赤川清子共編 講談社 1994